# Karl Elmendorff
Karl Elmendorff (* 25. Oktober 1891 in Düsseldorf; † 21. Oktober 1962 in Hofheim am Taunus) war ein deutscher Dirigent.

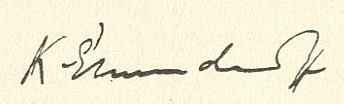
Signatur (1938)

## Leben
Elmendorff war Sohn eines Kaufmanns und besuchte das Gymnasium in Düsseldorf. Anschließend studierte er Philologie in Freiburg im Breisgau, München, Bonn und Münster, sowie Musikwissenschaft an der Kölner Musikhochschule. Ebenso absolvierte er ein Gesangsstudium. Von 1913 bis 1916 war er am Konservatorium Köln Schüler der Dirigenten Hermann Abendroth und Fritz Steinbach.
Elmendorff wurde in Freiburg aktives Mitglied der katholischen Studentenverbindung Rheno-Palatia im KV.
Nach vierjähriger Tätigkeit als Kapellmeister in Düsseldorf durchlief er ähnliche Stationen in Mainz, Hagen und Aachen. Im Jahre 1925 verpflichtete ihn die Staatsoper in München als Ersten Kapellmeister. Dieses Engagement bestand bis 1931. 1927 wurde er als Dirigent zu den Wagner-Festspielen nach Bayreuth berufen, wo er bis 1942 tätig war. Er dirigierte 1927 erstmals Tristan und Isolde (mit Gunnar Graarud als Tristan und Emmy Krüger als Isolde, inszeniert von Siegfried Wagner). Im Jahre 1930 dirigierte er dort erstmals den Ring des Nibelungen. Bedeutende Bayreuther Aufführungen unter seiner Leitung waren beispielsweise Tristan und Isolde 1928, der Tannhäuser 1930 mit Erna Berger oder die Götterdämmerung 1942.
In den 1930er Jahren zog es ihn als Chefdirigent nach Kassel, 1932 ans Nassauische Landestheater, und 1935 wurde er Generalmusikdirektor am Nationaltheater Mannheim. Nach ersten Einladungen als Gastdirigent an der Berliner Staatsoper beantragte Elmendorff am 24. Juni 1937 die Aufnahme in die NSDAP und wurde rückwirkend zum 1. Mai desselben Jahres aufgenommen (Mitgliedsnummer 5.059.744). 1938 wurde er zum Staatskapellmeister ernannt. Von 1939 bis 1942 war er ständiger Dirigent an der Berliner Staatsoper. Während des Zweiten Weltkrieges gab er im deutsch besetzten Paris mit Die Walküre am 1. März 1941 ein Gastspiel.
Seinen Karrierehöhepunkt erreichte er in der Zeit von 1942 bis 1944, als er in Dresden die Nachfolge von Karl Böhm antrat und Leiter der Sächsischen Staatskapelle Dresden und der Semperoper wurde. Hier entstanden künstlerisch signifikante Aufnahmen wie Hermann Goetz’ Der Widerspenstigen Zähmung, Hugo Wolfs Der Corregidor, Aubers Fra Diavolo, Luisa Miller von Giuseppe Verdi, Mozarts Don Giovanni und Webers Freischütz mit der Reichs-Rundfunk-Gesellschaft, oftmals mit bedeutenden Sängern wie Kurt Böhme, Margarete Teschemacher, Hans Hotter oder Gottlob Frick. In der Endphase des Zweiten Weltkriegs wurde er im August 1944 in die von Adolf Hitler genehmigte Gottbegnadeten-Liste der wichtigsten Dirigenten aufgenommen, was ihn von einem Kriegseinsatz, auch an der Heimatfront, bewahrte.
Nachdem er 1947 von der Spruchkammer Mannheim entlastet worden war, war er von 1948 bis 1951 als musikalischer Oberleiter am Staatstheater Kassel tätig. Danach war er bis 1955 Chefdirigent am Staatstheater Wiesbaden und wurde anschließend Musikberater des Magistrats der Stadt Wiesbaden. 1956 wurde er mit der Goethe-Plakette des Landes Hessen ausgezeichnet. In seinen letzten Lebensjahren war er als Gastdirigent tätig. Elmendorff starb an einem Herzleiden.